# Ter Hole
Ter Hole (51° 19′ N, 4° 02′ L) é uma cidade dos Países Baixos, na província de Zelândia. Ter Hole pertence ao município de Hulst, e está situada a 26 km southwest of Bergen op Zoom.
Em 2001, a cidade de Ter Hole tinha 196 habitantes. A área urbana da cidade é de 0.051 km², e tem 91 residências.
A área de Ter Hole, que também inclui as partes periféricas da cidade, bem como a zona rural circundante, tem uma população estimada em 540 habitantes.